# Color primario

Mezcla aditiva.

Se considera  colores primarios, antes llamado colores primitivos, a los colores que, al ser mezclados, permiten obtener todos los demás colores, generalmente dentro un gamut determinado. Modelos como el RGB y CMY están basados en la respuesta biológica de las células receptoras del ojo humano (conos) ante la presencia de ciertas longitudes de onda de luz.
Los colores primarios también pueden ser conceptuales (no necesariamente reales), ya sea como elementos matemáticos aditivos de un espacio de color o como categorías fenomenológicas irreductibles en dominios como la psicología y la filosofía. Los primarios del espacio de color están definidos con precisión y enraizados empíricamente en psychophysical colorimetría que son fundamentales para comprender la visión del color.  Los primarios de algunos espacios de color son completos (es decir, todos los colores visibles se describen en términos de sus primarios ponderados por coeficientes de intensidad primarios no negativos) pero necesariamente imaginarios (es decir, no hay ninguna forma plausible de que esos colores primarios puedan representarse físicamente, o percibirse). Las descripciones fenomenológicas de los colores primarios, como los primarios psicológicos, se han utilizado como base conceptual para las aplicaciones prácticas del color, aunque no sean una descripción cuantitativa en sí mismas.
Los conjuntos de primarios del espacio de color suelen ser arbitrarios, en el sentido de que no existe un conjunto de primarios que pueda considerarse el conjunto canónico. Los pigmentos primarios o las fuentes de luz se seleccionan para una aplicación determinada en función de preferencias subjetivas, así como de factores prácticos como el coste, la estabilidad, la disponibilidad, etc.
El concepto de colores primarios tiene una historia larga y compleja. La elección de los colores primarios ha cambiado con el tiempo en los distintos ámbitos que estudian el color. Las descripciones de los colores primarios proceden de ámbitos como la filosofía, la historia del arte, los sistemas de ordenación de los colores y los trabajos científicos relacionados con la física de la luz y la percepción del color.
Los materiales de educación artística suelen utilizar el rojo, el amarillo y el azul como colores primarios, sugiriendo a veces que se pueden mezclar todos los colores. Sin embargo, ningún conjunto de colorantes o luces reales puede mezclar todos los colores posibles. En física, los tres colores primarios suelen ser el rojo, el verde y el azul, según los diferentes tipos de pigmentos fotorreceptores en las células cónicas.

## Historia

### Filosofía
Los escritos filosóficos de la antigua Grecia  han descrito nociones de colores primarios, pero pueden ser difíciles de interpretar en términos de la moderna ciencia del color. Teofrasto (ca. 371-287 a. C.) describió la posición de Demócrito de que los colores primarios eran el blanco, el negro, el rojo y el verde. : 4  En Grecia Clásica, Empédocles identificó el blanco, el negro, el rojo y, (dependiendo de la interpretación) el amarillo o el verde como colores primarios.: 8  Aristóteles describió una noción en la que el blanco y el negro podían mezclarse en diferentes proporciones para dar lugar a colores cromáticos;: 12  esta idea tuvo una influencia considerable en el pensamiento occidental sobre el color. La noción de François d'Aguilon de los cinco colores primarios (blanco, amarillo, rojo, azul, negro) se vio influida por la idea de Aristóteles de que los colores cromáticos estaban formados por el blanco y el negro.: 87 El filósofo del siglo XX Ludwig Wittgenstein exploró las ideas relacionadas con el color utilizando el rojo, el verde, el azul y el amarillo como colores primarios.

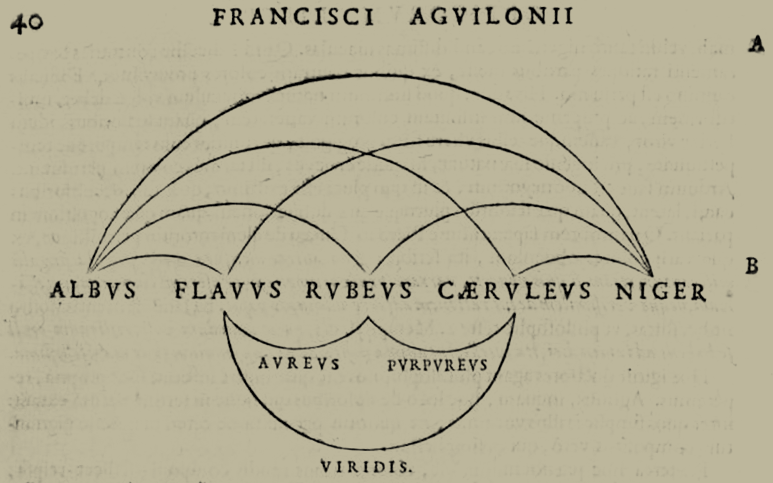
El esquema de colores de François d'Aguilon, donde los dos colores simples blanco (albus) y negro (niger) se mezclan con los colores "nobles" amarillo (flavus), rojo (rubeus) y azul (caeruleus). El naranja (aureus), el púrpura (purpureus) y el verde (viridis) son combinaciones de dos colores nobles.

## Base biológica
Los colores primarios no son una propiedad fundamental de la luz, sino un concepto biológico, basado en la respuesta fisiológica del ojo humano. Fundamentalmente, la luz blanca es un espectro continuo de longitudes de onda, lo que significa que en realidad puede existir un número indefinido de colores, solamente limitado por la sensibilidad del ojo. Sin embargo, un ojo humano normal solo contiene tres tipos de receptores, llamados conos L, M y S. Estos responden a longitudes de onda específicas de luz roja, verde y azul. Las personas y los miembros de otras especies que tienen estos tres tipos de receptores se llaman tricrómatas. Aunque la sensibilidad máxima de los conos no se produce exactamente en las frecuencias RVA, lo que significa que genera verde, azul y rojo, se eligen estos colores como primarios puesto que con ellos es posible estimular los tres receptores de color de manera casi independiente, proporcionando una gama especialmente amplia.
Para generar rangos de color óptimos para otras especies distintas a los seres humanos, se tendrían que usar colores primarios aditivos diferentes. Por ejemplo, para las especies conocidas como tetracrómatas, con cuatro receptores de color distintos, se utilizarían cuatro colores primarios (como los humanos solo pueden ver hasta 400 nanómetros (violeta), pero los tetracrómatas pueden ver parte del ultravioleta, hasta los 300 nanómetros aproximadamente; este cuarto color primario estaría situado en este rango y probablemente sería visto como un magenta espectral puro, en lugar del magenta que vemos, correspondiente a una interferencia entre las longitudes de onda del rojo y el azul). Muchas aves, insectos y  marsupiales son tetracrómatas, y según algunos estudios se ha sugerido que algunas mujeres también heredan esta capacidad de visión, puesto que poseen receptores adicionales para el amarillo.
Por otro lado, la mayoría de los mamíferos poseen solo dos tipos de conos receptores de color y, por lo tanto, son dicrómatas; para ellos, solo hay dos colores primarios, de la misma manera que sucede con las personas que tienen el defecto genético que ocasiona el daltonismo en sus distintos grados, en el cual los conos L y M se desarrollan de manera incorrecta e impiden la percepción de matices de rojo y verde.

## Historia

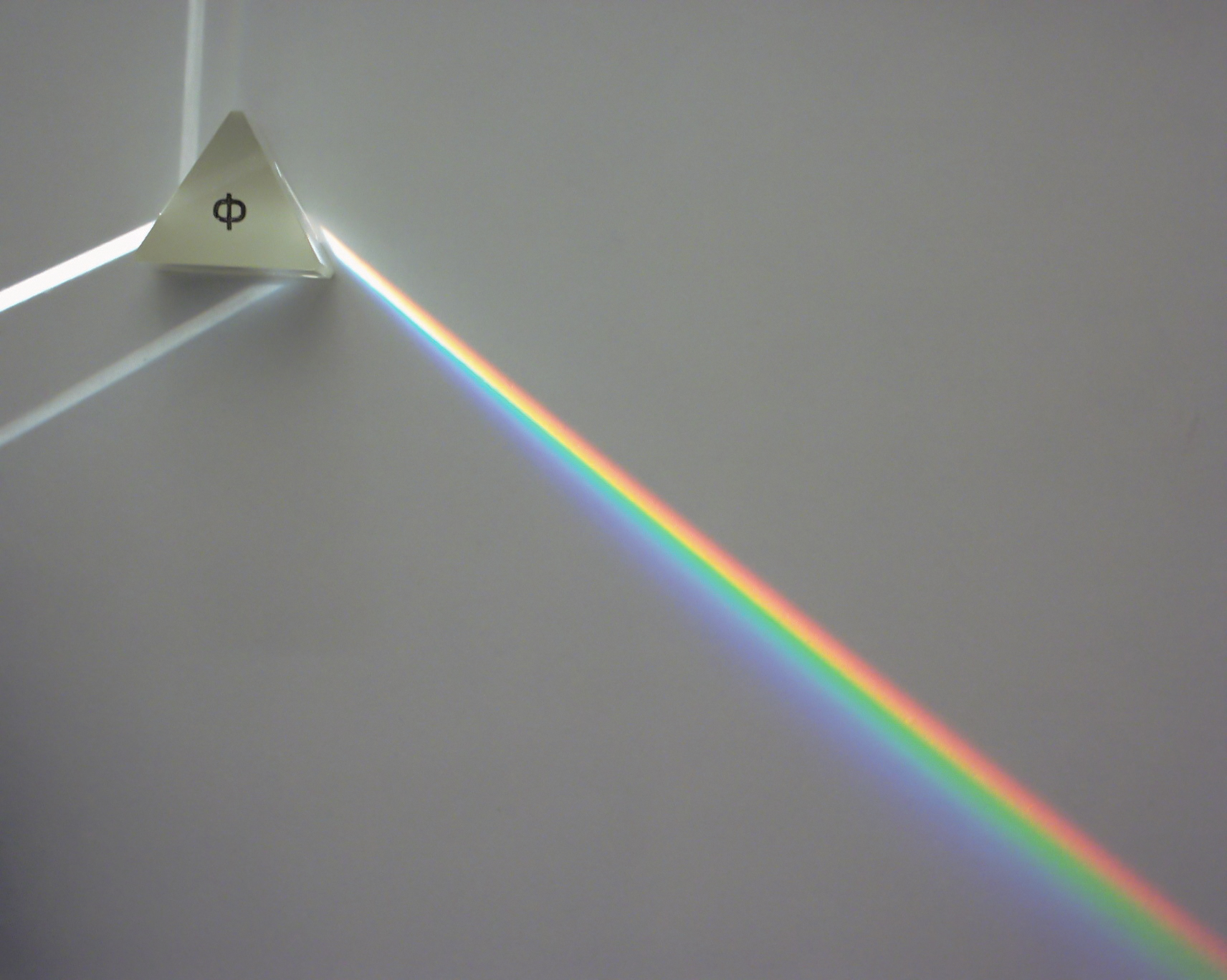
Dispersión de la luz en un prisma, base para la teoría de Newton

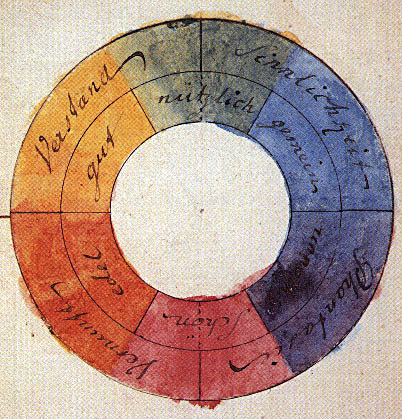
Rueda de color de Goethe, en Teoría de los colores (1810)

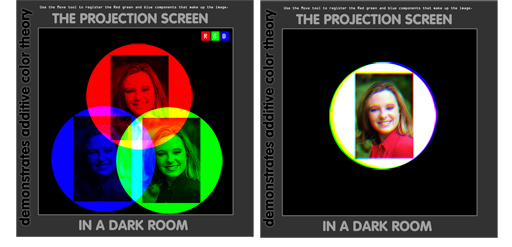
Síntesis aditiva de color, propuesta por James Clerk Maxwell

La idea de la mezcla de colores existía desde la Antigua Grecia; sin embargo, la teoría de la existencia de colores primarios y sus derivados fue desarrollada por Isaac Newton y publicada en su libro Opticks (1704). Newton planteaba que —al igual que las notas musicales— existían siete colores básicos en la luz, dándole total relevancia a los tonos que más resaltaban en el espectro de un prisma, lo cual idealizaba el modelo sin tener en cuenta que, en el fenómeno de la dispersión de la luz, existe una gradación tonal correspondiente a una distribución uniforme de rangos de frecuencia.
Más tarde, Johann Wolfgang von Goethe estudió y describió un modelo en su libro Teoría de los colores (1810). Para Goethe, los colores debían representar las sensaciones básicas, y por ello representó una carta de seis colores, entre primarios y secundarios. Luego, la Escuela Francesa de pintura, apoyada en el modelo de Goethe —más romántico que científico—, creó el modelo RYB.
Posteriormente, tras el desarrollo del impresionismo en el siglo XIX, las investigaciones sobre la naturaleza ondulatoria de la luz y la percepción visual humana, estudiados durante los siglos XIX y XX, se encontraron las pistas para determinar con mayor precisión un grupo más cercano al ideal de colores primarios, encontrando que en la mezcla sustractiva el azul y el rojo son aproximaciones bastante imprecisas, puesto que estos pueden obtenerse a través de la mezcla de varios tintes y sus mezclas generan tonos de poca luminosidad, considerados como «impuros» o «sucios». De esta manera, el cian se determinó como un mejor sustituto para el azul, y el magenta reemplazó al rojo, dando origen al modelo de síntesis sustractiva de color actual, la cual reemplaza al modelo RYB.
Además de ello, con las investigaciones de James Clerk Maxwell acerca de la síntesis de color se perfeccionó el conocimiento acerca de la síntesis aditiva de color, y se descubrió que los modelos de mezcla sustractiva y aditiva son aproximadamente recíprocos, dando paso a la plena adopción de ambos en el entorno industrial, en la cual se siguen aprovechando hasta la actualidad para todas las técnicas que exijan representación de color, entre las cuales figuran la televisión, la fotografía, la impresión, litografía ófset y la industria de las artes gráficas en general.
Finalmente, y por razones prácticas —entre las cuales figura la economía de tintas— en la mezcla sustractiva (cian-magenta-amarillo) se añadió el pigmento negro, normalmente más barato de producir e ideal para la impresión de texto, llegando al modelo de color CMYK. Adicionalmente, para proveer un registro más fiel del color en algunas tonalidades críticas (como el cielo azul claro en algunas imágenes), se añadieron además variaciones de las tintas cian y magenta de menor intensidad, compuestos directamente en la tinta, lo cual permite hacer gradaciones tonales más delicadas de estos dos colores; esta variación es conocida como CcMmYK, y se utiliza en impresoras de calidad fotográfica y en algunos procesos litográficos previo a la separación por semitonos.

## Modelos

### Modelo tradicional de coloración (RYB)

Colores primarios y secundarios según el modelo tradicional de coloración

También llamado modelo de color RYB (del inglés Red, Yellow, Blue, rojo, amarillo, azul) es un modelo tradicional de síntesis sustractiva de color, precursor del modelo CMY(K), y que se remonta al siglo XVI. En él, se consideran colores primarios los de la tríada rojo-amarillo-azul. A su vez, este modelo describe como colores secundarios al naranja, verde y morado.
Gracias al desarrollo de los pigmentos sintéticos, este modelo ha sido desplazado totalmente en la industria por el modelo CMYK (el cual es su corrección), aunque se sigue aplicando —por tradición— en las escuelas de bellas artes (artes visuales y diseño gráfico) y aparece también frecuentemente dentro de la educación básica.
La adopción del modelo CMYK se aceleró en la industria gracias a la informática y a la industria litográfica; el software de los ordenadores es ya correspondiente con el modelo más moderno, y es muy difícil encontrar referencias al modelo RYB en la edición digital. A pesar de ello, muchos profesionales en bellas artes o sus derivados no reconocen dicho cambio, y más bien lo consideran una disyuntiva solamente a tener en cuenta cuando se aplica industrialmente.

### Colores primarios en el pigmento (CMY)
La síntesis sustractiva explica la teoría de la mezcla de pigmentos (pinturas, tintes, tintas y colorantes naturales) para crear colores que absorben ciertas longitudes de onda y reflejan otras. El color que parece que tiene un determinado objeto depende de qué partes del espectro electromagnético son reflejadas por él, o dicho a la inversa, qué partes del espectro no son absorbidas. 
En la síntesis sustractiva, los tres colores primarios son la tríada cían-magenta-amarillo, conocidas igualmente por sus siglas CMYK (del inglés Cyan, Magenta, Yellow, y Key); su mezcla en partes iguales (sustracción) da origen a tonalidades grises oscuras, las cuales tienden —en el modelo ideal— al negro. La mezcla de los colores primarios da los siguientes resultados ideales en la síntesis sustractiva:
- Magenta + Amarillo = Rojo
- Cian + amarillo = Verde
- Cian + magenta = Azul
- Cian + magenta + amarillo = Negro

### Colores primarios en la luz (RGB)

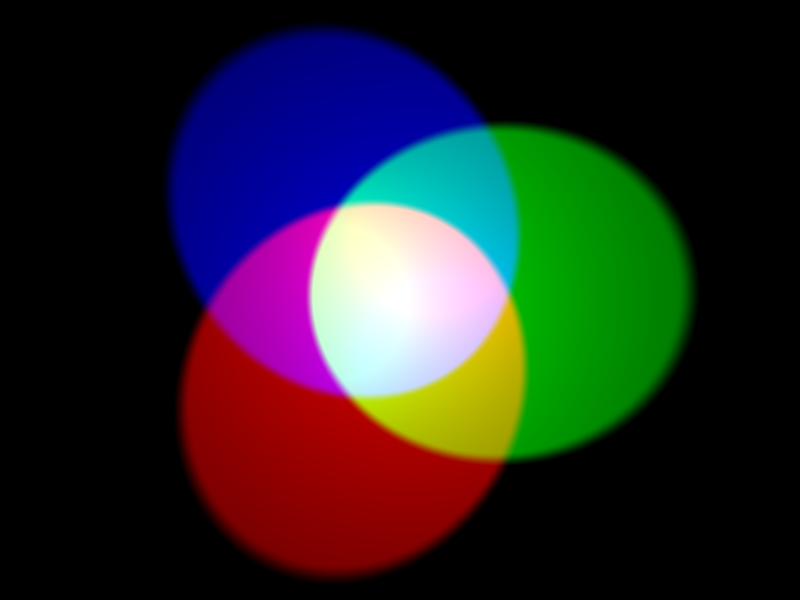
Colores primarios y secundarios según el modelo de mezcla aditiva

La síntesis aditiva de color implica que se emita luz de distintos colores. Los televisores, los monitores y pantallas son las aplicaciones prácticas más comunes de la síntesis aditiva.
La tríada rojo-verde-azul, conocida también como RGB (Red, Green, Blue), se considera idealmente como el conjunto de  colores primarios de la luz, puesto que con ella se puede representar una gama muy amplia de colores visibles y la mezcla de los tres en iguales intensidades (adición) resulta en grises claros, que tienden idealmente al blanco.
En la síntesis aditiva, la mezcla de los colores primarios ideales da los siguientes resultados:
- Verde + azul = Cian
- Rojo +  azul = Magenta
- Rojo + verde = Amarillo
- Rojo + verde + azul = Blanco

#### Reciprocidad entre CMY y RGB
Según los dos modelos ideales, ambos esquemas de color tienen una clara correspondencia: los colores secundarios del modelo RGB son los colores primarios de CMY, y viceversa. Si bien esto es cierto con luces y pigmentos teóricamente ideales, los secundarios de estos modelos suelen ser algo diferentes con respecto a los primarios del otro, puesto que el espectro de reflexión o emisión de los secundarios de uno no suele ser el recíproco exacto del espectro de emisión o reflexión de los primarios del otro. Por esta razón, es muy poco probable obtener una correspondencia exacta para cada color entre ambos modelos, y si esto se hace necesario se debe hacer uso de métodos que simulan la percepción visual para aproximar una respuesta entre ambos modelos, lo cual es el campo de estudio de la colorimetría.

### Color Primario en la psicología

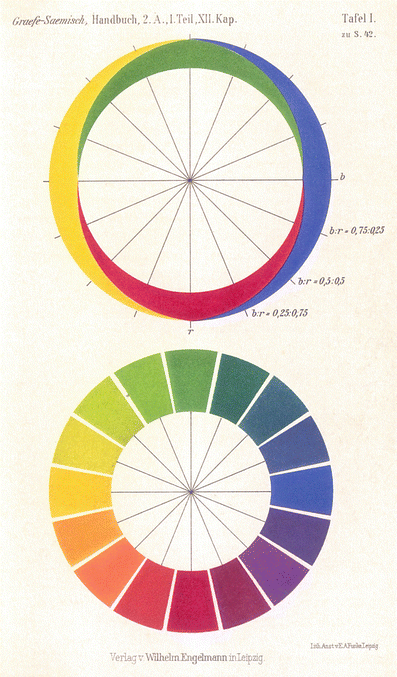
Ewald Hering's illustration de la primarios psicológicos. Rojo/verde y amarillo/azul forman pares de oponentes (arriba). Cada color se puede mezclar psicológicamente para formar otros colores (abajo) con ambos miembros de la otra pareja pero no con su oponente según Hering.

El proceso del oponente fue propuesto por Ewald Hering en el que describió los cuatro colores "simples" o "primarios" (einfache o grundfarben) como rojo, verde, amarillo y azul. Para Hering, los colores aparecían como estos colores puros o como "mezclas psicológicas" de dos de ellos. Además, estos colores se organizaron en pares "oponentes", rojo frente a verde y amarillo frente a azul, de modo que la mezcla pudiera ocurrir entre pares (por ejemplo, un verde amarillento o un rojo amarillento) pero no dentro de un par (es decir, el rojo verdoso no puede ser imaginado). Un proceso de oponente acromático a lo largo de blanco y negro también es parte de la explicación de la percepción del color de Hering. Hering afirmó que no sabíamos por qué estas relaciones de color eran ciertas, pero sabíamos que lo eran.) se conocen como las primarias psicológicas. Aunque existe una gran cantidad de evidencia del proceso oponente en forma de mecanismos neurales, actualmente no hay un mapeo claro de los primarios psicológicos a los sustratos neurales.
Richard S. Hunter aplicó los primarios psicológicos como primarios para el espacio de color Hunter L,a,b que llevó a la creación de CIELAB. El Sistema de Color Natural también está directamente inspirado en la teoría psicológica primarias.

## Colores secundarios y terciarios
El concepto de colores secundarios y terciarios tiene su origen en la teoría del arte.
- Un color secundario es el obtenido mediante la mezcla de dos colores primarios en proporciones iguales.
- De la misma forma, un color terciario es el obtenido mediante la mezcla de un primario con su secundario. Si un primario se mezcla con su complementario secundario se forma un color que está formado por los tres primarios en proporciones de 50+25+25, y debido a su aspecto «sucio» o «apagado» se les llama comúnmente «tierras».